# Kristina Brandi
Kristina Brandi (* 29. März 1977 in San Juan) ist eine ehemalige puerto-ricanische Tennisspielerin.

## Karriere
Brandi begann im Alter von vier Jahren mit dem Tennis und bevorzugte für ihr Spiel Hartplätze und Rasenplätze. Sie gewann auf der WTA Tour einen Einzeltitel; dazu kamen 16 Einzel- und ein Doppeltitel bei Turnieren auf dem ITF Women’s Circuit. Bei den Olympischen Sommerspielen 2004 in Athen trat sie im Einzel an und erreichte die zweite Runde, in der sie gegen Anastassija Myskina mit 2:6, 6:3 und 4:6 verlor.
Von 2003 bis 2007 spielte sie für die puerto-ricanische Fed-Cup-Mannschaft insgesamt 24 Partien mit einer positiven Bilanz von 14:3 im Einzel und 4:3 im Doppel.

## Turniersieg

### Einzel
| Nr. | Datum         | Turnier          | Kategorie    | Belag | Finalgegnerin  | Ergebnis      |
| --- | ------------- | ---------------- | ------------ | ----- | -------------- | ------------- |
| 1.  | 19. Juni 1999 | ’s-Hertogenbosch | WTA Tier III | Rasen | Silvija Talaja | 6:0, 3:6, 6:1 |